# Aniene
L'Aniene és un riu d'Itàlia, que transcorre pel Laci, i és afluent del Tíber. El seu nom antic fou primer Parensius, després Anio i més tard fou conegut popularment com el Teverone, és a dir, «el petit Tíber».

## Llegenda
Segons narra Plutarc, el rei dels etruscs, que es deia Anio, tenia una filla molt bella. Un dia un home anomenat Càtul va raptar la noia i se la va endur muntanya amunt, travessant primer el riu Parensius. El pare va anar a rescatar-la però quan va passar pel riu, es va ofegar i va morir. A dalt de la muntanya, la noia es va sentir atreta per una resplendor misteriosa i va aprofitar un descuit de Càtul per anar a veure què era. La llum era l'esperit del seu pare, que la va guiar fins a un lloc segur i finalment va poder tornar a casa. L'esperit d'Anio, però, va restar per sempre lligat a les aigües del riu que, des d'aquell moment li va canviar el nom pel del seu difunt rei.

## El curs
L'Aniene naix entre en els límits entre el Laci i els Abruços, en els monts Simbruini. El nom d'aquest sistema muntanyós és un indicador del clima, ja que deriva del llatí sub imbribus («sota les pluges»). Els primers rierols que el formen en aquest sistema muntanyós queda localitzat administrativament entre la província de Roma i la de Frosinone.
La pluviositat de la zona i la natura càrstica del territori (constituït geològicament per fissures calcàries) han generat en aquestes muntanyes diverses deus que brollen tot l'any, algunes molt abundantment, ja que arrosseguen aigua des de molt lluny, probablement des de zones externes a la conca hidrogràfica de l'Aniene i que s'ajunten per alimentar diversos cursos d'aigua, que es poden resumir en dues branques principals: l'Aniene pròpiament dit i el Simbrivio.

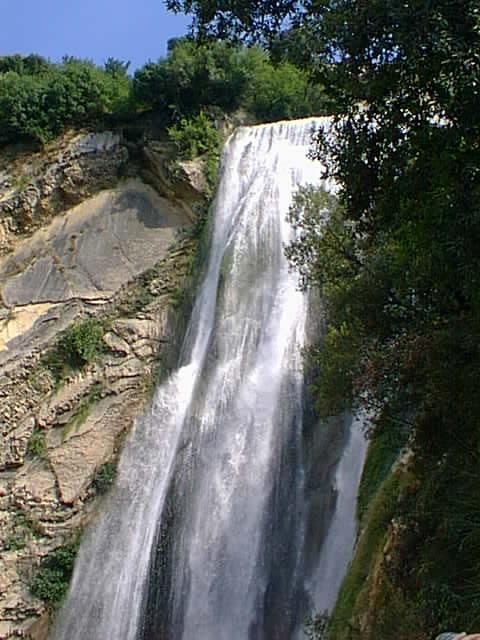
Una de les cascades de l'Aniene.

- L'Aniene pròpiament dit.- La font que el genera és la més llunyana i s'anomena Capo Aniene o Font del Riglioso, que està a un altitud de 1.200 msnm, sobre el vessant meridional del mont Tarino (1.959 m). La font amb més cabal (1,5 m³/s) es troba poc després, en la vall propera a les coves del Pertuso, entre Filettino i Trevi, a punt d'entrar en la província dd Frosinone.
- El Simbrivio.- Naix a Vallepietra (província de Roma), format per la unió d'una sèrie de deus que hi ha escampades pel mont Autore (1.853 m), el mont Tarinello i el mont Arsalone, que conflueixen a la dreta de l'Aniene passat Trevi (província de Frosinone). Poc després de la confluència amb el Simbrivio, l'Aniene forma les característiques Cascades de Trevi. Alguns textos afirmen que aquestes cascades van servir durant la dècada del 1960 d'ambientació per fer pel·lícules de gènere mitològic, però es tracta d'un error, ja que aquelles pel·lícules es van filmar a les cascades del riu Treja.

En arribar a la vall de Trevi el riu transcorre molt encaixonat i rep només unes poques aportacions d'aigua, entre les quals està la font anomenada Sorgente dell'Inferniglio, que el tributa per la seva dreta a prop de Jenne amb aportacions variables que van dels 0,1 als 1,6 m³/s. Després d'haver banyat Subiaco, la vall s'allarga i, passant per Agosta, el riu rep part del tribut de les mateixes i abundoses deus que fan cap als aqüeductes Acqua Claudia i Acqua Marcia, en el territori d'Arsoli i Marano Equo, que abastien d'aigua la capital des de l'època romana.
Després d'un majestuós salt d'aigua (160 m) que forma la gran cascada de Tivoli (i successives cascades no tan importants), l'Aniene arriba a la plana romana i va amb curs sinuós cap al punt de confluència amb el riu Tíber, a la zona dels Prati Fiscali a prop del pont Salario, amb una aportació d'uns 31 m³/s.

## Història i aprofitament
L'abundància i la continuïtat de les fonts que l'alimenten han fet que l'Aniene fos un riu aprofitat des de l'antiguitat per alimentar aqüeductes i, en l'edat moderna, per la producció d'energia elèctrica.
La captació de les aigües de l'Aniene té una llarga història que comença a mitjan segle ii aC, amb el primer aqüeducte que es va manar construir el pretor Quinto Marcio Filippo Rege que, segons d'altres, va ser qui el va manar reconstruir i l'aqüeducte ja existia anteriorment. Durant el govern dels Claudis s'hi van afegir altres conductes d'aprofitament que de vegades anaven en paral·lel al ja existent i de vegades li passaven per sobre, aquesta nova canalització s'anomenava Acqua Marcia i arribava fins a la ciutat de Roma.
L'aigua del riu es va aprofitar ja en època romana per ús agrícola en les anomenades vil·les; una de les més conegudes és la de Neró a Subiaco. A l'edat mitjana el territori al voltant del l'Ariene va ser un lloc on s'amagava la població que fugia e les invasions dels bàrbars i es van començar a construir castells, ermites i monestirs, alguns edificats sobres les ruïnes de les vil·les romanes, el més notable és el monestir benedictí de Subiaco.
En època renaixentista i barroca es van construir cases senyorials a prop del riu, que aprofitaven les seves aigües per embellir els jardins: la Vil·la d'Este, i la Vil·la Gregoriana, recentment restaurada.
La varietat de la conformació geològica del seu curs i la presència de diversos salts han fet que l'Aniene fos un bon candidat per la producció d'energia elèctrica, cosa que s'ha estat fent des del 1884. Això ha comportat l'aparició de polígons industrials a la zona, especialment en els municipis de Subiaco i Tivoli.
En els anys 1970-1980 es van començar a tancar la majoria de les indústries que estaven contaminant les seves aigües, especialment les relacionades amb el tractament de pells. També s'ha volgut recuperar la fauna autòctona del riu: truites i crancs. Amb relació a la nova sensibilitat cap a la cura del medi ambient, s'ha creat la Reserva Natural de la Vall de l'Aniene.

## Municipis de l'Aniene
L'Aniene passa per 33 municipis:
- Affile, Agosta, Anticoli Corrado, Arcinazzo Romano, Arsoli
- Bellegra, Camerata Nuova, Canterano, Cerreto Laziale, Cervara di Roma, Cineto Romano
- Gerano, Jenne, Licenza, Mandela, Marano Equo, Olevano Romano, Percile
- Riofreddo, Rocca Canterano, Rocca Santo Stefano, Roccagiovine, Roiate, Roviano
- Sambuci, Saracinesco, Subiaco, Tivoli, Vallepietra, Vallinfreda, Vicovaro, Vivaro Romano